# Boyes Hot Springs
Boyes Hot Springs es un lugar designado por el censo (en inglés, census-designated place, CDP) ubicado en el condado de Sonoma, California, Estados Unidos. Según el censo de 2020, tiene una población de 6,215 habitantes.

## Geografía
Está ubicado en las coordenadas 38°18′45″N 122°29′19″O / 38.31250, -122.48861 (38.312633, -122.488738).  Según la Oficina del Censo, tiene un área total de 2.75 km², correspondientes en su totalidad a tierra firme.

## Demografía
Según la Oficina del Censo en 2000 los ingresos medios por hogar en la localidad eran de $50,668, y los ingresos medios por familia eran $54,469. Los hombres tenían unos ingresos medios de $35,085 frente a los $28,951 para las mujeres. La renta per cápita para la localidad era de $20,115. Alrededor del 12.0% de la población estaban por debajo del umbral de pobreza.

## Economía
Históricamente, el turismo ha sido un factor económico importante para el área, centrándose en la atracción de las aguas termales naturales.